# 안드레이 티호노프 (수학자)

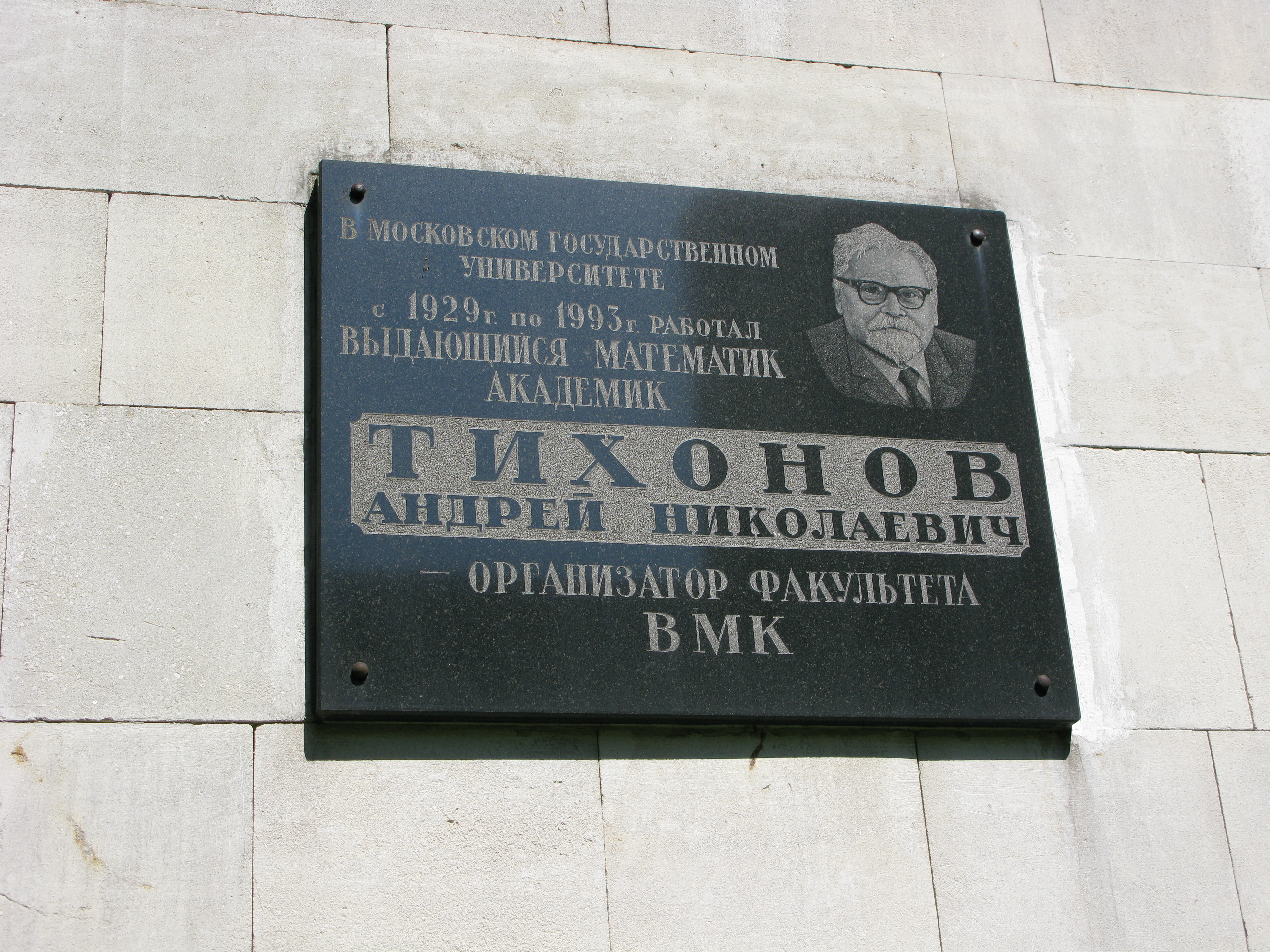
모스크바 대학교에 있는 티호노프 기념물

안드레이 니콜라예비치 티호노프(러시아어: Андре́й Никола́евич Ти́хонов IPA: [ɐnˈdrʲej nʲɪkoˈlajɪvʲɪt͡ɕ ˈtʲixənəf] , 독일어: A. N. Tychonoff 튀호노프[*], 1906 ~ 1993)는 러시아의 수학자이다. 일반위상수학과 미분 방정식의 이론에 공헌하였다.

## 생애
1906년에 스몰렌스크 근처의 소도시인 가가린(옛 이름 그자츠크)에서 태어났다. 1922년에 모스크바 대학교에 입학하였으며, 1926년에 곱공간의 올바른 정의 및 티호노프 정리를 최초로 제시하였다. 같은 해에 우리손 거리화 정리를 증명하였다. (이름과 달리 이 정리는 파벨 사무일로비치 우리손과 관계가 없다.) 1927년에 모스크바 대학교에서 박사 학위를 수여받았다.
1936년에 볼테라 적분 방정식에 대한 논문으로 하빌리타치온을 수여받았다. 같은 해에 모스크바 대학교의 교수로 부임하였다.
1939년 1월 29일에 소련 과학 아카데미의 준회원이 되었으며, 1966년 7월 1일에 정회원이 되었다. 1970년에 모스크바 대학교 계산 수학·사이버네틱스 부(러시아어: Факультет вычислительной математики и кибернетики)를 창립하였고, 1970년~1990년 동안 그 부장을 맡았다.
1993년 10월 7일 모스크바에서 사망하였다.

## 저서
- Тихонов, Андрей Николаевич; Самарский, Александр Андреевич (1999). 《Уравнения математической физики》 (러시아어) 6판. Изд-во МГУ. ISBN 5-211-04138-0.
- Тихонов, Андрей Николаевич; Свешников, Алексей Георгиевич (1998). 《Теория функций комплексной переменной》 (러시아어) 5판. Наука.
- Тихонов, Андрей Николаевич; Арсенин, В. Я. (1974). 《Методы решения некорректных задач》 (러시아어).
- Тихонов, Андрей Николаевич; Васильева, А. Б.; Свешников, Алексей Георгиевич (1998). 《Дифференциальные уравнения》 (러시아어) 3판. Наука.
- Тихонов, Андрей Николаевич; Гончарский, А. В.; Степанов, В. В.; Ягола, А. Г. (1983). 《Регуляризирующие алгоритмы и априорная информация》 (러시아어).
- Тихонов, Андрей Николаевич; Гончарский, А. В.; Степанов, В. В.; Ягола, А. Г. (1990). 《Численные методы решения некорректных задач》 (러시아어).
- Тихонов, Андрей Николаевич; Леонов, А. С.; Ягола, А. Г. (1995). 《Нелинейные некорректные задачи》 (러시아어).

## 같이 보기
- 정칙화
- 스톤-체흐 콤팩트화
- 티호노프 공간